# Andrea Pollack
Andrea Pollack (ur. 8 maja 1961 w Schwerinie, zm. 30 marca 2019 w Berlinie) – wschodnioniemiecka pływaczka, trzykrotna mistrzyni olimpijska.

## Osiągnięcia
Igrzyska olimpijskie
- Montreal 1976 – 1. miejsce (200 m stylem motylkowym)
- Montreal 1976 – 1. miejsce (sztafeta 4 × 100 m stylem zmiennym)
- Montreal 1976 – 2. miejsce (100 m stylem motylkowym)
- Montreal 1976 – 2. miejsce (sztafeta 4 × 100 m stylem dowolnym)
- Moskwa 1980 – 1. miejsce (sztafeta 4 × 100 m stylem zmiennym)
- Moskwa 1980 – 2. miejsce (100 m stylem motylkowym).